# Macrobiotus polypiformis
Espèce
Macrobiotus polypiformis est une espèce de tardigrades de la famille des Macrobiotidae.

## Distribution
Cette espèce est endémique de la province de Manabí en Équateur.

## Publication originale
- Roszkowska, Ostrowska, Stec, Janko & Kaczmarek, 2017 : Macrobiotus polypiformis sp. nov., a new tardigrade (Macrobiotidae; hufelandi group) from the Ecuadorian Pacific coast, with remarks on the claw abnormalities in eutardigrades. European Journal of Taxonomy, no 327, p. 1–19.